# 氢氧化钷
氢氧化钷是一种无机化合物，化学式为Pm(OH)3，具有放射性。

## 制备
氢氧化钷可由氨水和钷盐的溶液反应，沉淀得到。沉淀为无定型体，无定型体在水中加热可以转化为晶体。
Pm3+ + 3OH− → Pm(OH)3↓